# Hadweenzic
La rivière Hadweenzic est un cours d'eau d'Alaska, aux États-Unis située dans la région de recensement de Yukon-Koyukuk. C'est un affluent du fleuve Yukon.

## Description
Longue de 93 milles (150 km), elle coule en direction du sud-est et se jette dans le fleuve Yukon, à 43 milles (69 km) au sud-ouest de Fort Yukon.
Son nom local a été référencé en 1907 par Archdeacon Hudson Stuck.

## Sources
- (en) « Hadweenzic », Geographic Names Information System